# Equipolencia
En matemáticas, más precisamente en geometría afín, la equipolencia es una relación de equivalencia definida en un producto cartesiano, dotado de ciertas propiedades adicionales. De forma más concreta, se dice que dos vectores son equipolentes cuando son paralelos y de igual magnitud y sentido. 
La palabra “equipolencia” proviene del latín aequipollens, que significa que "tiene igual valor".

## Equipolencia en un espacio euclídeo afín
La equipolencia suele presentarse en el marco de la geometría plana (implícitamente euclídea). Primero, se introduce la noción de vector enlazado o segmento orientado, caracterizado por:
- Una longitud o norma
- Una dirección o soporte
- Un sentido u orientación
- Y un origen o punto de aplicación

Al comparar vectores enlazados, se observa que algunos de ellos son "iguales", excepto en su origen. Entonces se dice que dos vectores enlazados son “equipolentes” si tienen la misma dirección, el mismo sentido y la misma longitud.
La equipolencia es, por lo tanto, una relación de equivalencia cuyas clases pueden presentarse como vectores cuyo origen no es fijo: son, por tanto, vectores "libres", a diferencia de vectores "ligados", cuyo origen es fijo.
La noción de vector vinculado es una noción de la geometría euclídea, que solo tiene sentido en un espacio afín euclídeo. Los vectores libres así obtenidos pertenecen a un espacio vectorial euclídeo.

## Equipolencia en cualquier espacio afín
La noción de vector vinculado se extiende a cualquier espacio afín, mediante el concepto de bipunto o pareja ordenada de puntos, ligada con la noción básica de equipolencia, pero que es necesario redefinir. Para ello, se debe regresar por un momento a los vectores enlazados. Cada vector vinculado tiene dos puntos extremos: su origen y su punto final, y está asociado así a un bipunto único, el par (origen, fin). Cuando dos vectores enlazados son equipolentes, se puede ver que sus extremos forman un paralelogramo. Un paralelogramo se puede definir como un cuadrilátero cuyas diagonales se cruzan en su punto medio. El interés de esta definición es que la noción de punto medio de dos puntos es puramente afín (es un caso especial de baricentro). Por lo tanto, es posible escribir en cualquier espacio afín que:
Dos bipuntos son “equipolentes” si y solo si los bipuntos obtenidos intercambiando sus puntos extremos tienen el mismo punto medio.
Aquí, los vectores libres (clases de equipolencia) son vectores reales, elementos de un espacio vectorial.

## Equipolencia en un conjunto no vacío

### Definición axiomática
Es posible generalizar la definición anterior a cualquier conjunto que no sea vacío, gracias a la siguiente definición axiomática:
Sea E un conjunto no vacío. Considérese en E×E una relación de equivalencia denotada por “~”, que verifica los dos axiomas siguientes:
(E1): Para todo a, b, c en E, existe un d único en E tal que ( a, b)~(c, d).
(E2): Para todo a, b, c, d en E, (a, b) ~ (c, d) ⇒ (a, c) ~ (b, d).
La relación ~ es entonces, por definición, una equipolencia en E.

### Consecuencias
El par (E, ~) a veces se describe como un espacio afín generalizado. Sus elementos se denominan entonces "puntos" y los pares de puntos "bipuntos". La clase de bipuntos (a, b) es un vector libre llamado vector generalizado y se denota por:
{\displaystyle {\vec {ab}}}.
Los axiomas anteriores se pueden escribir entonces como:
(E1): Para todo a, b, c en E, existe un d único en E tal que el vector resultante de (c, d) es igual al de (a, b):
{\displaystyle \forall \ a\in E,\forall \ b\in E,\forall \ c\in E,\exists !\ d\in E,\ {\vec {ab}}={\vec {cd}}}
(E2): Para todo a, b, c, d en E, si el vector (a,  b) es igual al resultante de (c, d), entonces los vectores resultantes de los bipuntos obtenidos intercambiando los extremos finales siguen siendo iguales entre sí:
{\displaystyle \forall \ a\in E,\forall \ b\in E,\forall \ c\in E,\forall \ d\in E,\ ({\vec {ab}}={\vec {cd}})\Rightarrow ({\vec {ac}}={\vec {bd}})\ }
Esta última fórmula a veces se denomina "fórmula de cruce de equipolencia".

### Adición de vectores generalizados
Denótese por G el conjunto de vectores generalizados de E. Para definir la suma de dos vectores se necesitan los siguientes lemas:
| Lema 1 Una clase de equivalencia nunca está vacía |

| Demostración |
| La clase de equivalencia de un objeto x es por definición el conjunto de elementos equivalentes a x. Siendo una relación de equivalencia reflexiva por definición, x siempre es equivalente a x. En consecuencia, x pertenece a su clase de equivalencia, que por lo tanto nunca está vacía, CQFD. |

| Lema 2 Para todo a, b, c, p, q, r en E, si (a, b)~(p, q) y (b, c)~(q, r), entonces (a, c)~(p, r). |

| Demostración |
| Se tiene que, según (E2) : (a, b)~(p, q) ⇒ (a, p)~(b, q), y (b, c)~(q, r) ⇒ (b, q)~(c, r). Entonces, mediante la propiedad transitiva, (a, p)~(c, r). De donde (a, c)~(p, r), CQFD. |

El Lema 2 también se puede expresar de la forma siguiente:
{\displaystyle \forall \ a\in E,\forall \ b\in E,\forall \ c\in E,\forall \ p\in E,\forall \ q\in E,\forall \ r\in E,\ [({\vec {ab}}={\vec {pq}})et({\vec {bc}}={\vec {qr}})]\Rightarrow ({\vec {ac}}={\vec {pr}})\ }
Considérense ahora dos vectores generalizados arbitrarios, {\displaystyle {\vec {u}}} y {\displaystyle {\vec {v}}}. Éstos son, por definición, clases de equivalencia; según el Lema 1, existen por tanto cuatro puntos a, b, p y q tales que:
{\displaystyle {\vec {u}}={\vec {ab}}\ \ _{y}\ \ {\vec {v}}={\vec {pq}}\ }
Según (E1), existe por tanto uno y solo un c tal que:
{\displaystyle {\vec {bc}}={\vec {pq}}={\vec {v}}\ }.
Resulta entonces conveniente plantear por definición que:
{\displaystyle {\vec {u}}+{\vec {v}}={\vec {ab}}+{\vec {bc}}={\vec {ac}}}.
Pero esto solo tiene sentido si la suma así definida es compatible con la relación de equipolencia de la que proceden los vectores generalizados, es decir si el vector procedente del bipunto (a, c) ya no depende de que sean a o c, pero solo en los vectores {\displaystyle {\vec {u}}} y {\displaystyle {\vec {v}}}.
Demostración: supóngase que existe otro bipunto (a, b) tal que:
{\displaystyle {\vec {a'b'}}={\vec {u}}={\vec {ab}}\ }
Entonces, según (E1), existe un y solo un c tal que:
{\displaystyle {\vec {b'c'}}={\vec {v}}={\vec {bc}}\ }
Entonces, se deduce según el Lema 2, que:
{\displaystyle {\vec {a'c'}}={\vec {ac}}\ }
de manera que QED.
Entonces es fácil verificar que el conjunto G de vectores generalizados de E provistos de la suma así definida es un grupo abeliano.